# 백화원 영빈관
백화원 영빈관(百花園 迎賓館)은 외국 국빈이 이용하는 조선민주주의인민공화국 평양직할시의 호텔이다. 백화원 초대소라고도 한다. 영빈관이 정식 명칭이다.

## 역사
1983년 평양 대성구역 임흥동에 세웠다. 주변 화단에 100여 종류의 꽃들이 심어져 있다는 의미로 '백화원'이라는 이름이 붙었다. 3층 규모의 건물 3개 동으로 구성됐으며 각 건물은 통로로 연결돼 있다. 2개동은 객실, 1개동은 호텔 종업원 숙소이다. 평양국제공항에서 차로 20분 거리에 있다.
분수대가 설치된 인공호수가 마련됐으며 앞에는 대동강이 흐르고 건물 뒤편으로 숲이 있어 조경이 뛰어나다. 내부는 대리석과 샹들리에 등 고급 가구들로 꾸며져 있다.
2001년 장쩌민 전 중국 국가주석, 1994년 지미 카터 전 미국 대통령, 빌 클린턴 전 미국 대통령이 평양을 방문했을 때도 백화원 영빈관을 사용했다. 2000년 매들린 올브라이트 미국 국무장관과 2002년 고이즈미 준이치로 일본 총리도 사용했다. 2005년 6.15공동선언 기념행사에 참석한 정동영 통일부 장관도 이용했다.
2018년 7월, 조선민주주의인민공화국을 최초로 방문한 마이크 폼페이오 미국 국무장관이 백화원 영빈관에서 숙박했다. 도널드 트럼프 대통령의 특사 자격으로 방북했다.

## 2000년 남북정상회담
최초의 남북정상회담이 백화원 영빈관에서 열렸다.

## 2007년 남북정상회담
남북관계 발전과 평화번영을 위한 선언, 줄여서 '2007 남북정상선언문'은 노무현 대통령과 김정일 국방위원장의 정상회담으로 작성되었고, 2007년 10월 4일 오후 1시, 평양 백화원 영빈관에서 남북 정상이 공동으로 서명했다.

## 2018년 남북정상회담
김정일 국방위원장은 생전에 조선로동당 1호 청사를 일체 외부에 공개하지 않았으며, 2차례 남북정상회담을 모두 백화원 영빈관에서 했다. 반면 김정은 국무위원장은 1호 청사에서 정상회담을 개최했다.

## 같이 보기
- 고방산 초대소
- 조선로동당 1호 청사